# Hug Le Despenser el Jove
Hug le Despenser (c. 1286 – 24 de novembre del 1326), també dit Despenser el Jove, fou el fill d'un oficial al servei de la monarquia anglesa, ascendit a comte de Winchester, Hug el Vell, i d'Isabel de Beauchamp, filla del comte de Warwick. Gràcies al seu matrimoni pujà socialment i es guanyà l'amistat d'Eduard II d'Anglaterra, passant de ser camarlenc reial a favorit. El seu ràpid ascens i l'apropiació indeguda de béns, despertà l'odi en altres membres de la noblesa que, encapçalats per Roger Mortimer demanaren la seva expulsió. Eduard II, que li mantenia fidelitat, fou destronat per culpa seva. A la mort del rei, els seus enemics l'acusaren d'alta traïció, fou penjat a la forca i esquarterat.

## Títols i càrrecs
Era fill primogènit de Hug Le Despenser el Vell que tenia el càrrec de jutge dels boscos i havia ascendit socialment mitjançant el seu matrimoni amb Isabel de Beauchamp. Hugh el Jove començà com a cavaller al castell de Hanley (Worcestershire) i en diversos moments de la seva vida tingué els càrrecs de: conestable del castell d'Odiham (Hampshire) i administrador dels castells de Bristol, Porchester i Dryslwyn més les respectives viles i la regió de Cantref Mawr a Carmarthenshire de Gal·les. Però el veritable ascens social d'Hug el Jove li vingué quan emparentà amb la reialesa gràcies al seu matrimoni amb Eleanor de Clare. Le Despenser reclamà el senyoriu de Glamorgan el 1317, com a herència de la seva esposa. Amb els anys adquirí més terres en la Marca de Gal·les i en Anglaterra.
També fou l'administrador dels castells i terres de: Brecknock, Hay-on-Wye, Cantref Selyf, etc., situats a Gal·les, i altres terres a Huntington (Herefordshire) a Anglaterra.
Més endavant el rei li feu donació del castell de Wallingford, malgrat que prèviament ja li havia donat a la reina consort Elisabet.
El parentiu de la seva esposa li obrí les portes de la cort i així començà la seva carrera política, primer com a camarlenc i després com a favorit, al servei d'Eduard II, fins al punt que el considerava el seu amic i conseller. D'aquesta amistat se'n beneficià també el seu pare, que fou nomenat comte de Winchester el 1322.

## Matrimoni
El maig del 1306 Le Despenser fou nomenat cavaller durant la Festa dels Cignes, juntament amb el príncep Eduard i aquell estiu es casà amb Eleanor de Clare, filla del poderós Gilbert de Clare i de Joana d'Acre, que era filla del rei Eduard I d'Anglaterra. L'avi d'Eleanor, el rei Eduard I, devia al pare d'Hug 2.000 marcs, deute que quedà pagat amb el casament. Quan el germà d'Eleanor, Gilbert, morí el 1314 en la batalla de Bannockburn, ella esdevingué una de les persones amb dret a heretar les seves terres i Hug reclamà Glamorgan i altres propietats. En pocs anys Hug passà de ser un cavaller sense terres a ser un dels magnats del reialme.
Eleanor era també neboda del nou rei, Eduard II, i aquesta connexió portà Le Despenser a freqüentar la cort. S'uní als que s'oposaven a Piers Gaveston, el favorit del rei (i cunyat de Le Despenser pel matrimoni entre Gaveston i la germana d'Eleanor, Margaret). Ansiós de poder i riquesa, a la mort de Gaveston, Le Despenser capturà el 1315 el castell de Tonbridge, sota el malentès que pertanyia a la seva sogra però el tornà en descobrir que pertanyia a l'arquebisbe de Canterbury.
Eleanor i Hug tingueren nou fills:
1. Hug le Despencer (1308–1349), baró Le Despencer, membre del parlament el 1338. A la seva mort sense descendència, el seu nebot Eduard, heretà el títol de baró.
2. Gilbert le Despenser (1309–1381)
3. Eduard le Despenser (1310–1342), soldat mort en el setge de Vannes; pare d'Eduard, segon baró Le Despenser.
4. Isabel, comtessa d'Arundel (1312–1356), pel seu matrimoni amb Richard Fitzalan, 10é comte d'Arundel. El matrimoni fou posteriorment anul·lat i el fill d'ambdós desheretat.
5. John le Despenser (1311 – 1366)
6. Eleanor le Despenser (c. 1315–1351), monja del priorat de Sempringham
7. Joana le Despenser (c. 1317–1384), monja del convent de Shaftesbury
8. Margaret le Despenser (c. 1319–1337), monja del priorat de Whatton
9. Elizabeth le Despenser (1325 – 1389), casada amb Maurice, 4t baró de Berkeley.

## Maniobres polítiques
Despenser fou nomenat camarlenc el 1318. A la cort, Le Despenser es guanyà l'afecte del jove rei i, en aquest sentit, desplaçà el favorit Roger d'Amory. Això disgustà els barons, que el veien com un arribista pitjor que Gaveston. El 1320 ja tenia mà lliure per la seva cobdícia. Es creu que havia jurat venjar-se de Roger Mortimer, perquè l'avi de Mortimer havia matat el seu. Vers el 1321 s'havia guanyat molts enemics en cada estrat social, des de la reina consort Isabel, els barons i també els súbdits del rei. Fins i tot hi hagué un complot per assassinar-lo: 28 ciutadans demanaren a un bruixot acabar amb ell el qual feu un nino de cera i li enclavà agulles, però el bruixot fou descobert i ajusticiat.
Finalment els barons escoltaren les súpliques de la reina Elisabet i forçaren el rei a enviar Le Despenser i el seu pare a l'exili, l'agost del 1321. Tanmateix, no era cap secret que Eduard II tenia intenció de tornar-los a reclamar al seu costat. Després que els partidaris d'Elisabet atacaren el castell de Leeds, Eduard II obtingué alguns suports. A començaments d'any, mentre els barons de Mortimer estaven enfeinats sufocant les revoltes a les seves terres, Le Despenser i el seu pare tornaren a Anglaterra. Eduard, llavors aconseguí la rendició de Mortimer i després la de Lancaster.
El rei Eduard tornà a instaurar Le Despenser com a favorit. A partir d'aquell moment, amb la revolta sense líders, ja que havien estat derrotats a la batalla de Boroughbridge, Eduard II li permeté actuar sense restriccions. La seva mala administració causà odi envers ell i el monarca. Un any després, Mortimer aconseguí fugir del seu empresonament i marxà a França, on començà a aplegar un exèrcit.

## Acusacions
Hug le Desperser el Jove i el seu pare foren acusats de diversos delictes. Una de les acusacions té relació amb unes terres que la seva esposa heretà a Gal·les, en la qual no es tingué en compte els drets els seus cunyats. A més, enganyà la seva cunyada Elisabet de Clare per fer-la fora de Gower i Usk, i forçà Alice de Lacy, vídua del comte de Lincoln, a cedir-li les seves terres. Assassinà Llywelyn Bren el 1318 un gal·lès que se li havia confiat com a ostatge. També se l'acusà d'haver practicat la pirateria durant el seu exili, en vaixells de mercaders anglesos que travessaven el canal de la Mànega. una altra acusació fou la d'empresonar sir William Cokerell amb el propòsit d'extorsionar-lo per obtenir diners.
A més dels anteriors delictes se l'acusà de sodomia. Adam Orleton, bisbe de Winchester, l'acusà d'aquest pecat quan es defensava de la mateixa acusació efectuada pel rei Eduard II. Segons el cronista Froissart, el penis de Le Despenser fou tallat i cremat en el moment de l'execució. El 1326, mentre la reina Elisabet i Mortimer efectuaven una invasió, Orleton donà un sermó en què denunciava públicament al rei Eduard com a sodomita i amant de Le Despenser. En els annals de l'abadia de Newenham Abbey consta que «el rei i el seu amant» van fugir junts cap a Gal·les.

## Relació amb la reina
La reina Elisabet sentia una especial animadversió envers Hug le Despenser. La historiadora Alison Weir, creu que ell abusà de la reina i aquest fou l'origen del seu odi. Mentre Elisabet estava a França intercedint entre el seu marit i el rei francès, s'alià amb Roger Mortimer i començà a planificar una invasió d'Anglaterra, que finalment començà el 1326. Les tropes aplegades per la reina només arribaren a 1.500 mercenaris, però la majoria de la noblesa preferí unir-se'ls el mes d'octubre a donar suport al rei o Le Despenser.
Le Despenser i el seu pare fugiren amb el rei amb una gran suma dels diners de la tresoreria reial, però foren encalçats. Separats d'Hug el Vell, la resta dels soldats que acompanyaven el rei i Hug el Jove els van abandonar i foren capturats a prop de Neath a mitjan novembre. Eduard fou empresonat i forçat a abdicar a favor del seu fill Eduard III. Hug el Vell fou penjat a Bristol el 27 d'octubre del 1326 i Hug el Jove fou portat a judici.

## Judici i execució

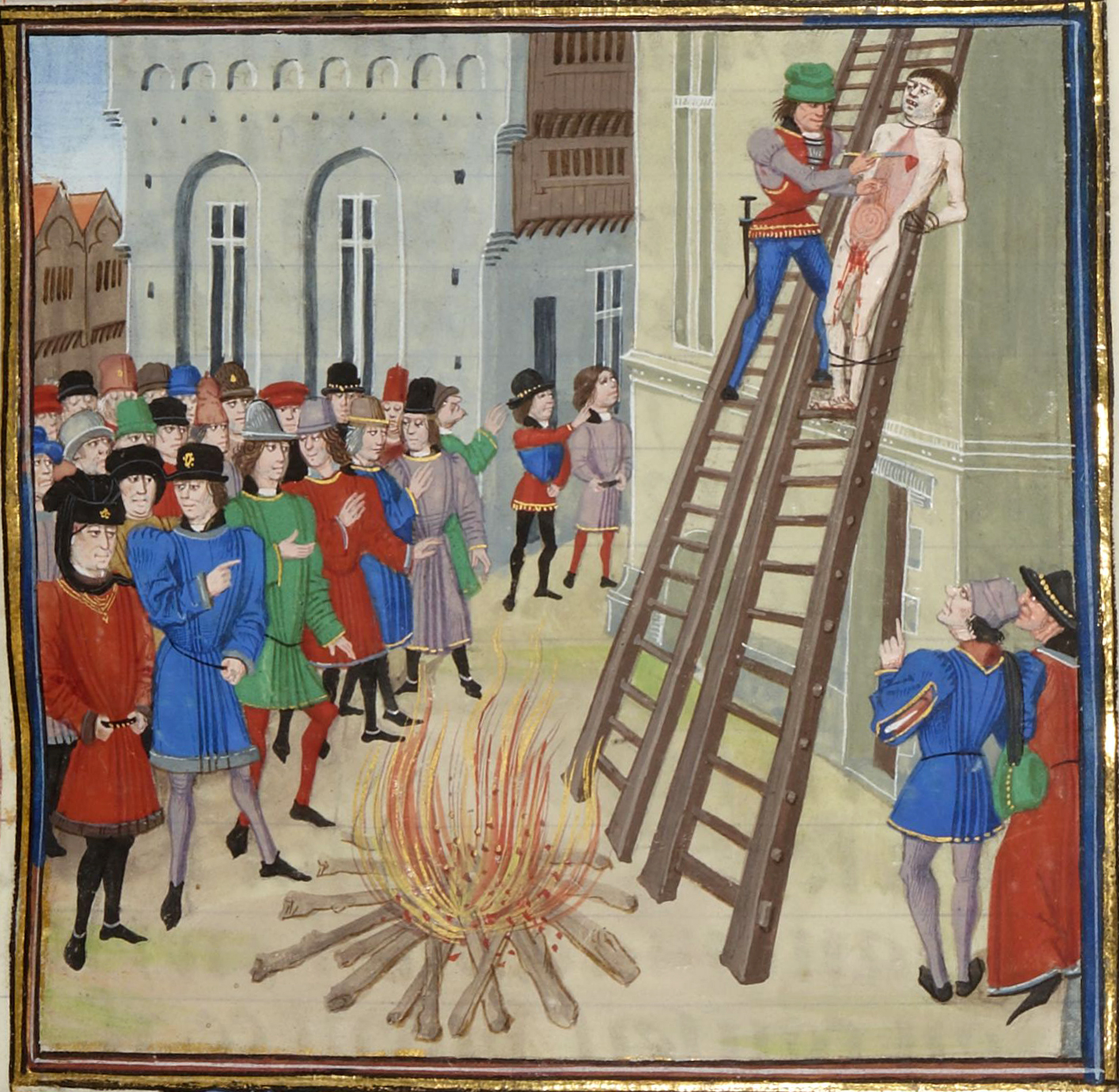
Execució d'Hug le Despenser el Jove, segons un dibuix del manuscrit de Jean Froissart.

Despenser feu vaga de fam abans del seu judici, però no li serví de res. El 24 de novembre del 1326, s'inicià el judici a Hereford, presidit per Mortimer i la reina, fou declarat culpable de molts delictes i sentenciat a mort.
Despenser fou arrossegat despullat pels carrers com a pena per la manca de respecte envers la corona. Escriviren damunt de la seva pell uns versos de la Bíblia relacionats amb els pecats capitals de què l'havien acusat. Llavors el penjaren però el tornaren a despenjar abans que li arribés l'asfíxia mortal. Després el lligaren a una escala de mà, li tallaren els genitals mentre encara era conscient i els cremaren. Tot seguit l'obrien i li extragueren les entranyes. Finalment, després d'arrencar-li el cor, el llançaren a una foguera. Jean Froissart (o més aviat la Crònica de Jean le Bel, batlle de Lieja, en la qual es basà Froissart) és l'única font documental que esmenta la pena de castració, els altres autors només parlen diuen que fou penjat, arrossegat i esquarterat.
El cos de Le Despenser fou decapitat i col·locat en les portes de Londres; la resta del cos tallat en quatre peces.
Quatre anys després, el desembre del 1330, la seva vídua rebé permís per enterrar les restes del seu cos en el panteó familiar de Gloucestershire, però només li donaren el cap, un fèmur i unes quantes vèrtebres.
El que podria ser les restes del seu cos foren trobades el febrer del 2008 en el cementiri de l'abadia de Hulton (Staffordshire). Faltaven les peces que van ser donades a la vídua. Les proves efectuades amb radiocarboni van datar el cos entre el 1050 i el 1385; altres proves indicaven que eren les restes d'un home de més de 34 amb marques de talls als ossos. Le Despenser tenia 40 quan va morir i les marques coincidien amb el seu tipus de mort, a més aquesta abadia estava situada en les terres que pertanyien a Hugh Audley, cunyat seu.